# Rio Claro Futebol Clube
El Rio Claro Futebol Clube és un club de futebol brasiler de la ciutat de Rio Claro, a l'estat de São Paulo. els seus colors són blau i blanc.
El club fou fundat en 1909 per ferroviaris de la ciutat amb el nóm de Rio Claro Football-Club, el seu primer partit oficial va jugar el 1911, guanyant per 2x0 del Caramuru, antic club de Cordeirópolis, el club guanyò varios títols regionals entre els anys 20 i 30, En algun moment d'aquest període, el club canvia per a actual nóm a Rio Claro Futebol Clube. Més durant dècades, va actuar com a figurant al futbol de São Paulo, fins als anys 2000, quan el club progredeix de la quinta categoria del futbol paulista a primera divisió, disputant fins a la tercera divisió brasilera. últimament el Gall blau disputa el Campionat paulista série A2. Seu rival és el Velo Clube, de la mesma ciutat.
El Gall juga a l'Estadi Augusto Schmidt, inaugurat en 1973, amb a capacitat per a 9.200 persones.

## Palmarès
- Campionat Paulista de la Série B1: 2005